# Jagdschloss Göhrde

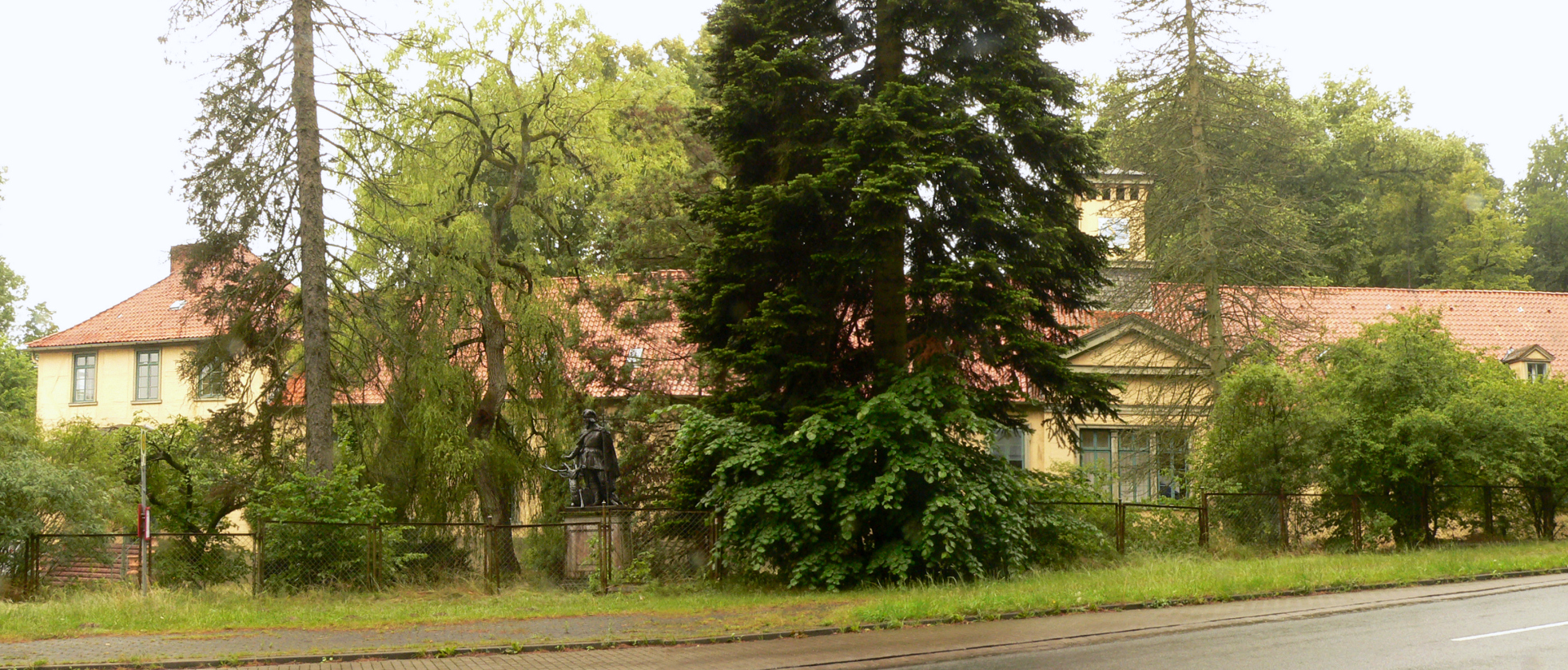
Der frühere Marstall des Jagdschlosses Göhrde, 1869 zum Schloss ausgebaut

Das Jagdschloss Göhrde befindet sich in der Gemeinde Göhrde innerhalb des gleichnamigen Staatsforstes in Niedersachsen. Der hannoversche Kurfürst Georg Ludwig ließ das Jagdschloss von 1706 bis 1709 errichten, um seine adeligen Jagdgäste mit deren Gefolge aufzunehmen.

## Geschichte

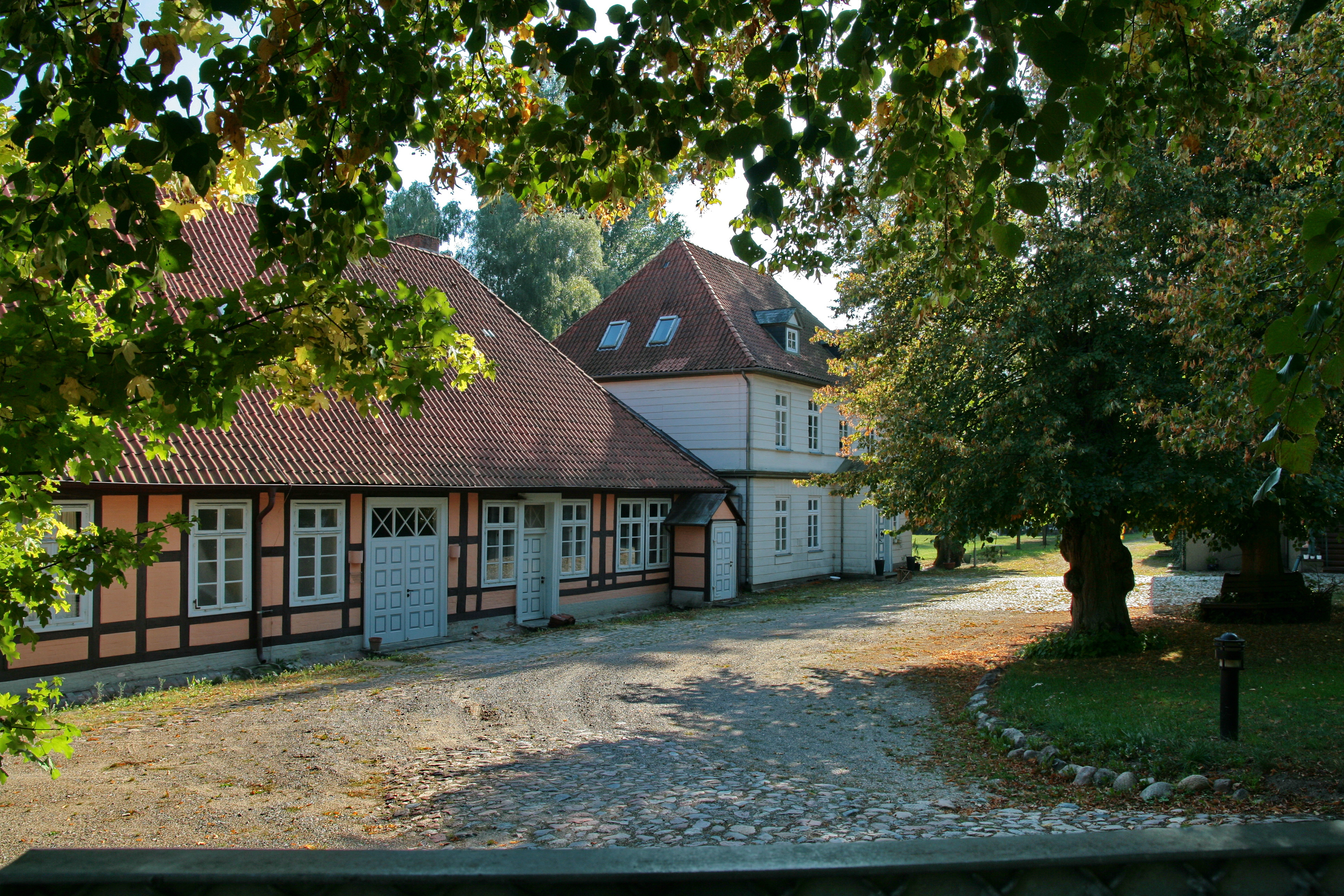
Nebengebäude und weißes Prinzenhaus

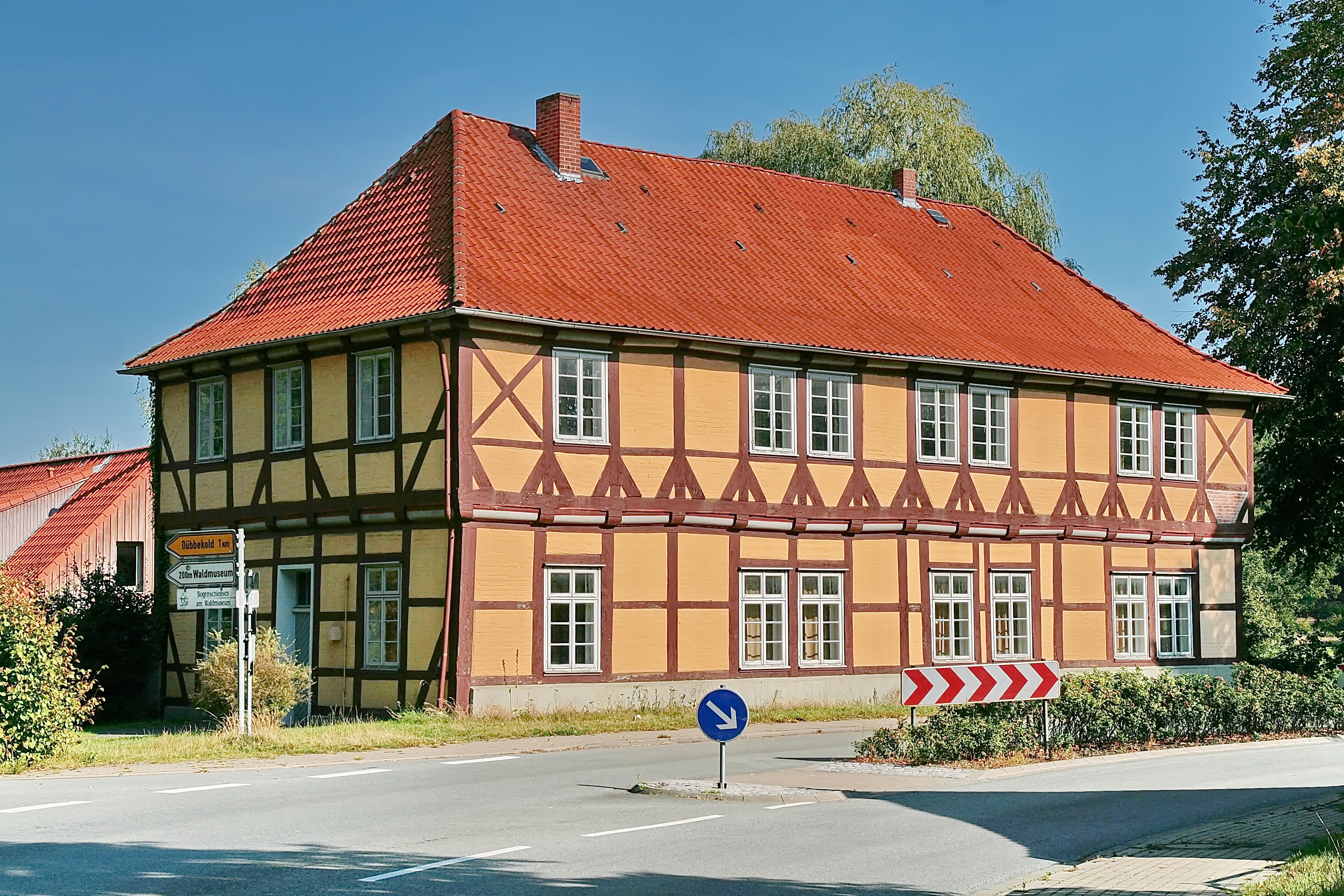
Das 1652 erbaute Jagdhaus, später Haus des Hofkochs des Schlosses

### 18. und 19. Jahrhundert
Aus dem 16. Jahrhundert stammte ein zweigeschossiges Jagdhaus in der Göhrde. Georg Ludwig gab 1706 den Bau eines dreistöckigen Jagdschlosses an dessen Stelle in Auftrag. Verantwortlicher Baudirektor war der Marquese und kurfürstliche Kammerherr Giacomo Quirini. Die Schlossanlage bestand aus einem zweiflügligen und dreigeschossigen Hauptbau in Ziegelfachwerkbauweise sowie mehreren Nebengebäuden. Der Bau kostete 83.000 Taler und war das aufwändigste Bauprojekt des Kurfürsten.
Unter Mitwirkung von Johann Christian Böhm und nach Plänen des Hofarchitekten Louis Remy de la Fosse war 1709 der damals stilvollste und größte Barockbau im Lüneburger Raum abgeschlossen, der mit zahlreichen Nebengebäuden aufwarten konnte: ein Traiteur-Haus für den Hofkoch, eine große Zahl von Ställen, darunter der Marstall für mehr als 500 Pferde, der Stall des Kurprinzen, der Neue Stall, der Celler Stall, der Hannoversche Stall, der bischöflich-Osnabrücker Stall, der Parforce-Stall, außerdem ein Jagdhof mit Hundezwinger und Pikörs-Keller für die Jäger, ein Wohnhaus für den Oberjägermeister und ein Schlosstheater für die Komödiantentruppe. Hinzu kamen ein Schlachthaus, ein Viehhof, ein Waschhaus, eine Schmiede, ein Wagenschuppen, ein Lagerhaus, ein Backhaus und eine Eisgrube für die Lagerung von Stangeneis.
Mit der Thronbesteigung Georg Ludwigs im Vereinigten Königreich 1714 und seiner Umsiedlung nach England (siehe Personalunion zwischen Großbritannien und Hannover) reduzierten sich die großen Jagdgesellschaften der Göhrde auf wenige Ereignisse.
Zwischen 1756 und 1765 zeichnete Benjamin Hase verschiedene Lagepläne der Schlossanlage, die sich in der British Map Library erhalten haben. Ab 1766 war zwar die Göhrde noch königlicher Jagdbesitz, wurde jedoch nicht mehr zur Jagd benutzt, als Georg III. anordnete, die Jagd in der Göhrde zu verpachten, sich aber kein Pächter fand. Auch das Schloss blieb ungenutzt und war dem Verfall preisgegeben. 1772 nutzte die verbannte dänische Königin Mathilde das Schloss als Zwischenaufenthalt vor ihrem Einzug ins Celler Schloss. 1827 ließ Georg IV. das Schloss abbrechen. Das noch brauchbare Material wurde versteigert, was etwa 10 Prozent der einstigen Bausumme deckte. Einzig der große Marstall und ein Kavaliershaus wurden instand gesetzt, um dann und wann Jagdzwecken zu dienen.
Erst die Rückkehr des nun hannoverschen Königs nach Deutschland im Jahr 1837 ließ den Ort wieder aufleben. Das Eigentum an der Anlage ging 1871 an den Deutschen Kaiser, der einige größere Umbauten und Erweiterungen vornehmen ließ. Zuletzt jagte hier 1913 mit einer großen Gesellschaft Kaiser Wilhelm II.

### 20. und 21. Jahrhundert

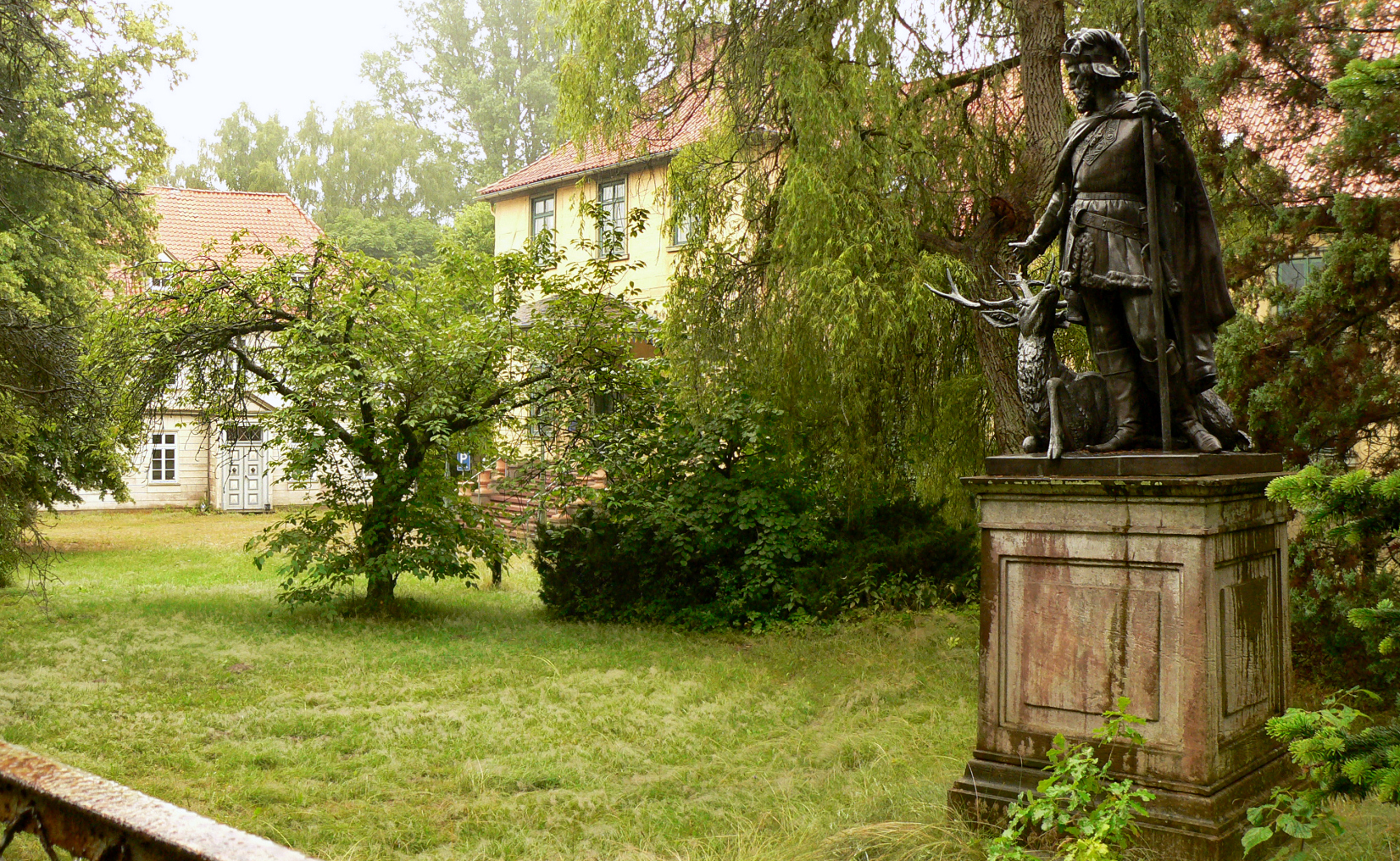
Hubertusdenkmal vor dem Schloss

Nach dem Ersten Weltkrieg diente das Schloss als Beamtenerholungsheim, ab 1929 als Predigerseminar einer Ausbildungsstätte für Vikare der hannoverschen Landeskirche. 1939 wurde der Vertrag mit der Landeskirche gekündigt, die Kirche sollte nicht mehr von staatlichen Einrichtungen profitieren können. So mussten die Vikare 1940 in das schon bestehende Predigerseminar in Loccum umziehen. Das Gebäude sollte jetzt als nationalsozialistische Bildungsanstalt für Lehrerinnen genutzt werden. Dazu kam es nicht mehr, nach 1946 wurde in dem Gebäude die Heimvolkshochschule Jagdschloss Göhrde eingerichtet. Unter anderem fand hier im Oktober 1961 die 23. Tagung der Gruppe 47 mit Hans Magnus Enzensberger als Vortragendem statt.
1997 erklärte die Bezirksregierung Lüneburg das Schloss als landeseigene Immobilie für entbehrlich, was das Niedersächsische Ministerium für Wissenschaft und Kultur bestätigte. Das machte aus Gründen der sparsamen Haushaltsführung einen Verkauf der sanierungsbedürftigen Liegenschaft notwendig. Nachdem sich über Jahre kein Käufer gefunden hatte, wurde die denkmalgeschützte Schlossanlage Ende 2005 an ein bildungsorientiertes Unternehmen für 30.000 Euro veräußert. Damit ging auch die im Niedersächsischen Denkmalschutzgesetz enthaltene Pflicht zur Erhaltung des Schlosses als Kulturdenkmal an den Erwerber über. Nach dem Verkauf gab es angesichts unklarer Eigentumsverhältnisse Streit über die Nutzung.